# 方陳
方暕（1425年—？），字文郁，直隸徽州府歙縣人，民籍，明朝政治人物。

## 生平
景泰元年（1450年）庚午科應天府鄉試第二名。景泰五年（1454年）甲戌科會試第一百五十九名，殿試登進士第三甲第一百九十五名。

## 家族
曾祖方宏遠。祖父方水進，封湖廣按察司僉事。父方勉，曾任湖廣布政司右參議。